# Bosmandomen
Bosmandomen är ett rättsfall i EG-domstolen från år 1995. Domens mest påtagliga konsekvens var att fotbollsspelare inom EU fick rätt att fritt röra sig mellan klubbar (det vill säga klubbyte utan ekonomisk ersättning till den lämnade klubben) då ett kontrakt med spelarens nuvarande klubb tagit slut. Domstolens utslag innebar också att det för alla nationella fotbollsförbund inom EU blev förbjudet att ha begränsningar för antalet utländska spelare från andra EU-länder i klubblag.

## Bakgrund
Den belgiske fotbollsspelaren Jean-Marc Bosman spelade i RFC Liège (då i den belgiska andradivisionen) när kontraktet år 1990 tog slut och Bosman ville gå till den franska klubben USL Dunkerque. Men då Dunkerque inte var berett att betala tillräckligt med pengar vägrade Liège att släppa honom. Bosman tog då fallet till EG-domstolen i Luxemburg.

## Domslut
Efter en utdragen juridisk strid vann till sist Bosman målet och den 15 december 1995 (mer än fem år efter målets början) gav domstolen honom, och därmed också alla andra fotbollsspelare från EU-länder, rätten till en free transfer då deras kontrakt gått ut – detta dock begränsat till klubbyte inom EU. Spelaren fick också rätt att förhandla och komma överens med en annan klubb sex månader före kontraktet med nuvarande klubb gått ut. Tidigare hade professionella klubbar (med undantag av spanska klubbar) kunnat hindra spelare att flytta även efter kontraktsslut.
Då processen drog ut på tiden hann Dunkerque skriva kontrakt med en annan utländsk spelare – istället för Bosman. Detta gjorde att han i det dåvarande läget ändå inte skulle kunna ansluta till Dunkerque, även om Liège släppt honom, då en regel om max två utländska spelare per klubb satte stopp. Bosman lade då i sin framställan i rätten till kravet att denna regel, då den inte var förenlig med arbete inom EU, borde tas bort. Även detta bifölls av EG-domstolen som beslutade att klubbarna inom EU skulle tillåtas ha valfritt antal spelare som är medborgare i EU-länder och, enligt principen om fri rörlighet, att dessa ska ha rätt att ta anställning inom hela EU.
Detta har haft stor effekt på klubbfotbollen i Europa, eftersom klubbar med stora ekonomiska resurser fått lättare att värva bra spelare.